# Степной (Кизильский район)
Степной — посёлок в Кизильском районе Челябинской области России. Входит в состав Зингейского сельского поселения.

## История
В 1963 году указом Президиума Верховного Совета РСФСР поселок отделения № 3 совхоза «Победа» переименован в Степной.

## Население
| 2002 | 2010 |
| ---- | ---- |
| 165  | ↘58  |